# Orquestra Simfònica de Toronto
La Toronto Symphony Orchestra (TSO) és una orquestra canadenca amb seu a Toronto, Ontario. Fundada el 1906, la TSO va oferir concerts regulars al "Massey Hall" fins al 1982, i des de llavors ha actuat al "Roy Thomson Hall". La TSO també gestiona la "Toronto Symphony Youth Orchestra" (TSYO). El director musical més recent de la TSO va ser Peter Oundjian, del 2004 al 2018. Sir Andrew Davis, director llorejat del TSO, ha estat el director artístic interí de l'orquestra. Gustavo Gimeno és director musical de la TSO, des de la temporada 2020-2021.

## Història
La TSO es va fundar l'any 1922 com a New Symphony Orchestra i va donar el seu primer concert al "Massey Hall" l'abril de 1923 amb 58 músics. El primer director va ser Luigi von Kunits, i aquella temporada hi va haver vint concerts, així com una actuació en un festival de primavera.
L'estiu de 1924, la simfonia va actuar a l'Exposició Nacional Canadenca. Poc després, el TSO va començar a fer concerts infantils. L'orquestra va canviar el seu nom a l'Orquestra Simfònica de Toronto el 1927. El 1929, la TSO va fer el seu debut a la ràdio amb una emissió d'una hora a CBC Radio des dels grans magatzems de l'"Arcadian Court" de Simpson.
Després de la mort de von Kunits el 1931, el director i compositor Ernest MacMillan va ser director musical durant 25 anys. L'orquestra havia fet notícia per les seves pràctiques de contractació l'any 1951, quan es va negar a renovar els contractes dels músics, després coneguts com la Simfònica Sis, als quals se'ls havia denegat l'entrada als Estats Units per sospita d'activitats comunistes, durant l'era McCarthy.
Andrew Davis va ser el director musical de la TSO des de 1975 fins a 1988. Posteriorment, la TSO va concedir a Davis el títol de director llorejat.
L'orquestra va tenir problemes financers i de mida de l'audiència durant la dècada de 1990, i el 1992, els músics de TSO van acceptar una retallada salarial del 16% a causa de l'amenaça de fallida de l'orquestra, amb la promesa de la direcció de compensar la pèrdua en les negociacions posteriors del contracte. El 1999, aquesta restauració salarial no s'havia produït, la qual cosa va provocar una vaga de músics d'11 setmanes aquella tardor. Les relacions entre els músics i la direcció es van deteriorar, i el director musical d'aleshores, Jukka-Pekka Saraste, es va oferir com a mediador en la situació. A més, hi havia una manca de simpatia del públic per la situació dels músics de l'orquestra. L'any 2001, el TSO tenia un deute de 7 milions de dòlars (canadencs), i tant el director executiu Ed Smith com el director musical Saraste havien abandonat el conjunt.
Peter Oundjian va ser nomenat director musical el gener de 2003 i es va convertir en director musical amb la temporada 2004–2005. El documental de 2005 Five Days in September: The Rebirth of an Orchestra (Canadà, 2005) va gravar els primers dies de la temporada inaugural de la TSO amb Oundjian com a nou director musical. La seva extensió de contracte TSO més recent va ser fins a la temporada 2017-2018. Va concloure el seu mandat TSO al tancament de la temporada 2017-2018 i va rebre el títol de director emèrit. Amb Oundjian, el TSO va fer enregistraments comercials per al seu propi segell TSO Live i per a segells com Chandos.
A la temporada 2006–2007, la base d'abonats havia augmentat fins a uns 25.000, i la capacitat mitjana de l'audiència també va augmentar fins al 84%. El novembre de 2008, l'orquestra va registrar el seu tercer any consecutiu de superàvits pressupostaris, amb una assistència mitjana d'audiència del 88% (sense comptar els concerts per a escolars), tot i que l'orquestra encara manté un deute global de 8,9 milions de dòlars (canadenc).
L'abril de 2015, es va produir una polèmica després que el TSO cancel·lés la compareixença de Valentina Lisitsa, citant les publicacions d'ella a Twitter en relació amb el conflicte a Ucraïna, que es consideraven favorables a la "incitació pública a l'odi" segons el Codi Penal del Canadà.
El gener de 2017, el TSO va anunciar la seva participació en les celebracions del 150è aniversari del Canadà, amb una celebració a través del país de la música i els músics canadencs en la qual participaran 40 orquestres i fins a 60 noves comissions anomenada "Canada Mosaic" i finançada per la Govern canadenc.
El maig de 2017, el TSO va anunciar el retorn de Davis a l'orquestra com a director artístic interí, començant amb la temporada 2018-2019, per un període de dues temporades. L'abril de 2018, el TSO va anunciar el nomenament de Matthew Loden com a proper conseller delegat (CEO), a partir del juliol de 2018.
El febrer de 2018, Gustavo Gimeno va dirigir el TSO per primera vegada com a convidat. A partir d'aquesta compareixença, el TSO va anunciar el nomenament de Gimeno com el seu proper director musical, efectiu amb la temporada 2020-2021, amb un contracte inicial de 5 anys.
El juliol de 2020, el TSO va anunciar la cancel·lació de la seva temporada de concerts 2020-2021 programada inicialment, amb plans que s'anunciaran per a concerts de substitució a menor escala en diversos llocs de Toronto, arran de la pandèmia de COVID-19. El juliol de 2021, el TSO va anunciar que Matthew Loden renunciaria com a director general, a partir del 22 de setembre de 2021. El gener de 2022, el TSO va anunciar el nomenament de Mark Williams com el seu proper conseller delegat, a partir d'abril de 2022. El novembre de 2022, el TSO va anunciar l'extensió del contracte de Gimeno com a director musical fins al 2030.

## Directors musicals
- Luigi von Kunits (1922–1931)
- Sir Ernest MacMillan (1931–1956)
- Walter Susskind (1956–1965)
- Seiji Ozawa (1965–1969)
- Karel Ančerl (1969–1973)
- Victor Feldbrill (1973–1978)
- Sir Andrew Davis (1975–1988; interim artistic director from 2018–2020)
- Günther Herbig (1988–1994)
- Jukka-Pekka Saraste (1994–2001)
- Peter Oundjian (2004–2018)
- Gustavo Gimeno (2020–present; contracted through 2030)[25]